# Archidiocèse de Belo Horizonte
L'archidiocèse de Belo Horizonte (en latin, Archidioecesis Bellohorizontinus) est une circonscription ecclésiastique de l'Église catholique au Brésil.
Son siège se situe dans la ville de Belo Horizonte, capitale de l'État du Minas Gerais.
Son archevêque est depuis 2004 Walmor Oliveira de Azevedo (pt).
|  |  |